# Naturschutzgebiet Bilstein (Brilon)
Das Naturschutzgebiet Bilstein mit einer Größe von 24,8 ha liegt nordwestlich von Hoppecke im Stadtgebiet von  Brilon. Das Gebiet wurde 2001 mit dem Landschaftsplan Hoppecketal durch den Hochsauerlandkreis als Naturschutzgebiet (NSG) ausgewiesen.  Das NSG gehört zum FFH-Gebiet Gewässersystem Diemel und Hoppecke (DE 4617-302). Das NSG gehört seit 2023 zum Vogelschutzgebiet Diemel- und Hoppecketal mit angrenzenden Wäldern.

## Gebietsbeschreibung
Beim NSG handelt es sich um den Rotbuchenwald an der Südflanke des Berges Bilstein. Im NSG befinden sich zahlreiche kleine Diabasfelsen. Die Felsen haben eine moos- und krautreiche Vegetation. Westlich des NSG befindet sich ein großer Diabassteinbruch.
Es wurden durch das Landesamt für Natur, Umwelt und Verbraucherschutz Nordrhein-Westfalen Pflanzenarten wie Ährige Teufelskralle, Berg-Flockenblume, Busch-Windröschen, Christophskraut, Echtes Lungenkraut, Einbeere, Gegenblättriges Milzkraut, Gewöhnliche Goldnessel, Hain-Gilbweiderich, Kletten-Labkraut, Langblättriges Waldvögelein, Nestwurz, Quell-Sternmiere, Quirl-Weißwurz, Schwarze Teufelskralle, Späte Wald-Trespe, Vielblütige Weißwurz, Wald-Bingelkraut, Wald-Ehrenpreis, Waldmeister, Wald-Veilchen und Zwiebel-Zahnwurz nachgewiesen.

## Schutzzweck
Im NSG soll den Buchenwald schützen. Wie bei allen Naturschutzgebieten in Deutschland wurde in der Schutzausweisung darauf hingewiesen, dass das Gebiet „wegen der Seltenheit, besonderen Eigenart und Schönheit des Gebietes“ zum Naturschutzgebiet wurde.
Der Landschaftsplan führt zum speziellen Schutzzweck auf: „Wesentlicher Schutzzweck ist die Sicherung des ökologischen Netzes ‚Natura 2000‘ im Sinne der FFH-RL, dem die hier wirksamen Ge- und Verbote des allgemeinen Festsetzungskataloges unter 2.1 Rechnung tragen.“